# Stellknorpel
Die beiden Stellknorpel oder Aryknorpel (lateinisch Cartilagines aryt(a)enoideae, Einzahl Cartilago aryt(a)enoidea), älter auch Gießbeckenknorpel, sind Teile des Kehlkopfes. Sie sitzen an den oberen hinteren Gelenkflächen des Ringknorpels (Cartilago cricoidea). Sie besitzen eine obere Spitze (Apex), sowie einen vorderen (Processus vocalis) und seitlich (Processus muscularis) hervorstehenden Teil. An der Spitze liegt dem Stellknorpel beim Menschen der kleine Spitzenknorpel (Cartilago corniculata) auf. Am vorderen Teil sind die Stimmlippen angebracht. Der seitliche Teil ist mit Muskeln und Bändern verbunden.
Die Stellknorpel spielen bei der Stimmgebung eine große Rolle, da nicht nur ihr Aufbau, sondern auch die von ihnen durchführbaren Bewegungen komplex sind. Dafür sind eine Anzahl von Muskeln verantwortlich.
Zum einen sind die Stellknorpel miteinander verbunden. Diese so genannten Zwischenstellknorpelmuskeln unterteilt man in den querverlaufenden Musculus arytenoideus transversus und den paarigen, diagonal verlaufenden Musculus arytenoideus obliquus. Wenn sich diese Muskeln anspannen, rücken die Stellknorpel näher zusammen. Die Stimmlippen werden adduziert (d. h. einander angenähert). Dies ist für die Stimmgebung von Bedeutung, da es ohne adduzierte Stimmlippen keine Phonation geben kann. Ein weiterer Adduktionsmuskel ist der Musculus cricoarytenoideus lateralis, der von den Stellknorpeln zur Seite des Ringknorpels verläuft. Der Musculus cricoarytenoideus posterior ist für die Abduktion, d. h. für das voneinander Entfernen der Stimmlippen zuständig. Dies spielt vor allem beim Einatmen eine Rolle.
Erstmals anatomisch beschrieben hatte diese Knorpel Giacomo Berengario da Carpi.

## Einzelnachweis
1. ↑  Paul Diepgen, Heinz Goerke: Aschoff/Diepgen/Goerke: Kurze Übersichtstabelle zur Geschichte der Medizin. 7., neubearbeitete Auflage. Springer, Berlin/Göttingen/Heidelberg 1960, S. 20.